# 圣日耳曼迪皮
圣日耳曼迪皮（法語：Saint-Germain-du-Puy，法語發音：[sɛ̃ ʒɛʁmɛ̃ dy pɥi]），法国中部城市，中央-卢瓦尔河谷大区谢尔省的一个市镇，隶属于布尔日区，其市镇面积为21.63平方公里，2022年1月1日时人口数量为4,852人，在法国城市中排名第2,214位。
圣日耳曼迪皮位于谢尔省中部，耶夫尔河右岸，省会布尔日市区东侧，是布尔日的一个近郊卫星城，多条公路在此交汇。

## 地名来源
根据当地官方网站的论述，“圣日耳曼迪皮”一名最初于1210年以“Sanctus Germanicus de Podio”的形式被记载，该名称的来源尚有待考证。

## 历史
圣日耳曼迪皮的早期历史尚不清楚，中世纪时当地长期为一处普通农业村落。法国大革命后，圣日耳曼迪皮成为谢尔省的一个市镇。工业革命期间，途径圣日耳曼迪皮的维耶尔宗—桑凯兹铁路建成通车。圣日耳曼迪皮劳动改造农场于1847年建成，后于1924年关闭。二战后，得益于布尔日的城市扩张，圣日耳曼迪皮逐渐发展为布尔日的一座近郊卫星城，其境内兴建了居民区，当地人口数量有所增加。
在地方文化研究方面，当地地方史爱好者于2022年创建“圣日耳曼迪皮遗产朋友联盟”（Association des Amis du patrimoine de Saint-Germain-du-Puy），其成员塞尔日·博尔德里厄先生（Serge Borderieux）于2023年5月出版了《曾经的圣日耳曼》（Saint-Germain d’antan）一书。

## 地理

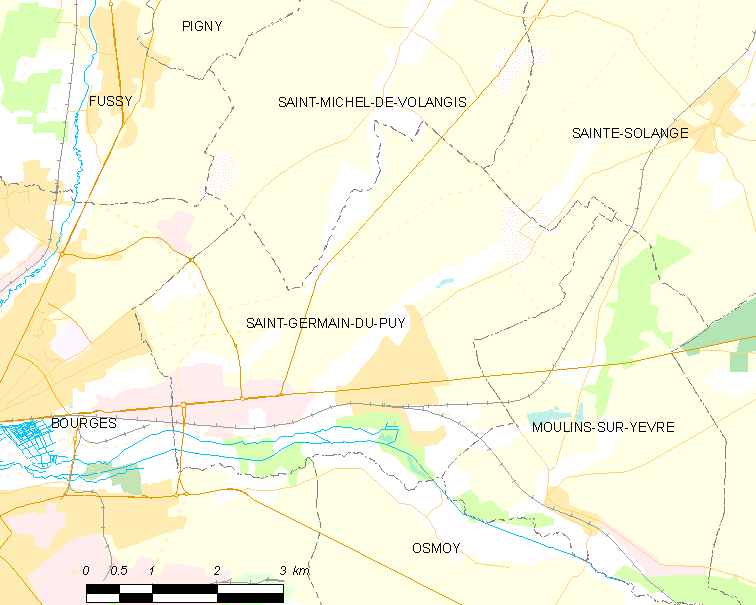
圣日耳曼迪皮市镇范围地图

圣日耳曼迪皮位于法国中部，中央-卢瓦尔河谷大区东南部和谢尔省中部，距离省会布尔日大约7公里。与圣日耳曼迪皮接壤的市镇包括：布尔日、圣米歇尔德沃朗日、圣索朗日、耶夫尔河畔穆兰和奥斯穆瓦。

### 地形
圣日耳曼迪皮位于贝里地区腹地，境内以平原为主，市镇中心地势较为平坦，全境海拔在126到174米之间。

### 水文
圣日耳曼迪皮位于卢瓦尔河流域范围内，耶夫尔河自东向西流经境内南部，其右岸支流科兰河自北向南流经镇中心西侧，并在市镇范围南部与其交汇。

### 植被
圣日耳曼迪皮属于温带阔叶混交林区，林地广泛分布于河流附近，市区南部的萨布莱特塘（Étang de la Sablette）附近开辟有耶夫尔河谷公园（Parc du Val de l'Yèvre）。
在鲜花城市的评比中，圣日耳曼迪皮被评为2星级鲜花城市。

### 气候
圣日耳曼迪皮在柯本气候分类法中属于温带海洋性气候（Cfb）。
距离圣日耳曼迪皮最近的常年气象站位于布尔日境内，以下为该气象站的数据：
| 布尔日 1981年－2019年 | 布尔日 1981年－2019年 | 布尔日 1981年－2019年 | 布尔日 1981年－2019年 | 布尔日 1981年－2019年 | 布尔日 1981年－2019年 | 布尔日 1981年－2019年 | 布尔日 1981年－2019年 | 布尔日 1981年－2019年 | 布尔日 1981年－2019年 | 布尔日 1981年－2019年 | 布尔日 1981年－2019年 | 布尔日 1981年－2019年 | 布尔日 1981年－2019年 |
| 月份                  | 1月                   | 2月                   | 3月                   | 4月                   | 5月                   | 6月                   | 7月                   | 8月                   | 9月                   | 10月                  | 11月                  | 12月                  | 全年                  |
| --------------------- | --------------------- | --------------------- | --------------------- | --------------------- | --------------------- | --------------------- | --------------------- | --------------------- | --------------------- | --------------------- | --------------------- | --------------------- | --------------------- |
| 历史最高温 °C（°F）   | 17.6 (63.7)           | 22.8 (73.0)           | 29.4 (84.9)           | 29.4 (84.9)           | 32 (90)               | 39.5 (103.1)          | 41.7 (107.1)          | 39.9 (103.8)          | 35.1 (95.2)           | 31.7 (89.1)           | 23.4 (74.1)           | 20 (68)               | 41.7 (107.1)          |
| 平均高温 °C（°F）     | 6.9 (44.4)            | 8.5 (47.3)            | 12.5 (54.5)           | 15.5 (59.9)           | 19.6 (67.3)           | 23.1 (73.6)           | 26.0 (78.8)           | 25.6 (78.1)           | 21.8 (71.2)           | 17.0 (62.6)           | 10.7 (51.3)           | 7.4 (45.3)            | 16.2 (61.2)           |
| 日均气温 °C（°F）     | 4.0 (39.2)            | 4.8 (40.6)            | 8.0 (46.4)            | 10.4 (50.7)           | 14.4 (57.9)           | 17.7 (63.9)           | 20.2 (68.4)           | 19.9 (67.8)           | 16.4 (61.5)           | 12.7 (54.9)           | 7.4 (45.3)            | 4.6 (40.3)            | 11.7 (53.1)           |
| 平均低温 °C（°F）     | 1.1 (34.0)            | 1.1 (34.0)            | 3.4 (38.1)            | 5.3 (41.5)            | 9.2 (48.6)            | 12.4 (54.3)           | 14.4 (57.9)           | 14.1 (57.4)           | 11.1 (52.0)           | 8.3 (46.9)            | 4 (39)                | 1.8 (35.2)            | 7.2 (44.9)            |
| 历史最低温 °C（°F）   | −20.4 (−4.7)          | −16.4 (2.5)           | −11.3 (11.7)          | −3.7 (25.3)           | −2.6 (27.3)           | 3.4 (38.1)            | 4.6 (40.3)            | 4.6 (40.3)            | 1.8 (35.2)            | −5 (23)               | −9.1 (15.6)           | −14 (7)               | −20.4 (−4.7)          |
| 平均降水量 mm（）     | 55.2 (2.17)           | 52 (2.0)              | 53.2 (2.09)           | 62.4 (2.46)           | 78.6 (3.09)           | 60.5 (2.38)           | 66.1 (2.60)           | 55 (2.2)              | 59.7 (2.35)           | 71.7 (2.82)           | 65.7 (2.59)           | 67.8 (2.67)           | 747.9 (29.42)         |
| 月均日照時數          | 67.9                  | 88.6                  | 151                   | 175.7                 | 210                   | 224.9                 | 239                   | 232.7                 | 185.8                 | 124.5                 | 72.2                  | 55.3                  | 1,827.6               |
| 来源：infoclimat.fr   |                       |                       |                       |                       |                       |                       |                       |                       |                       |                       |                       |                       |                       |

## 行政区划
圣日耳曼迪皮的市镇编号为18213，邮政编号为18390。
在行政管理方面，圣日耳曼迪皮隶属于法国中央-卢瓦尔河谷大区谢尔省布尔日区；在地方选举方面，圣日耳曼迪皮是圣日耳曼迪皮县的中央投票站所在地，其市镇范围全境被划入谢尔省第一选区；在社会管理方面，圣日耳曼迪皮是布尔日城市圈公共社区的组成部分。
截至2023年8月，圣日耳曼迪皮市镇范围内暂无任何城市敏感街区及城市政策优先街区。
法国国家统计与经济研究所（简称）在进行数据统计时，将圣日耳曼迪皮及相邻的另外5个市镇设为布尔日城市核心区，并将包括核心区在内的周边共71个市镇划为布尔日城市区。自2020年起，布尔日城市区被包含112个市镇的布尔日城市辐射区代替。此外，还将圣日耳曼迪皮市镇分为了两个“块区”（IRIS），以便于统计人口分布情况。

## 交通

### 公路
法国国道N151线和布尔日环城公路东段在境内交汇，谢尔省省道D402线、D955线等也经过圣日耳曼迪皮境内。中央-卢瓦尔河谷大区下属的城际客运提供巴士线路，可前往周边部分市镇。
2019年，84.4%的圣日耳曼迪皮家庭拥有至少一辆私人汽车。2021年，圣日耳曼迪皮境内共发生各类交通事故3起，造成1人遇难，3人受伤，其中2人重伤。
| 7 | 17 |

| 布尔日 | 8 |

| 桑塞尔 | 42 |

| 桑塞格 | 34 |

### 铁路

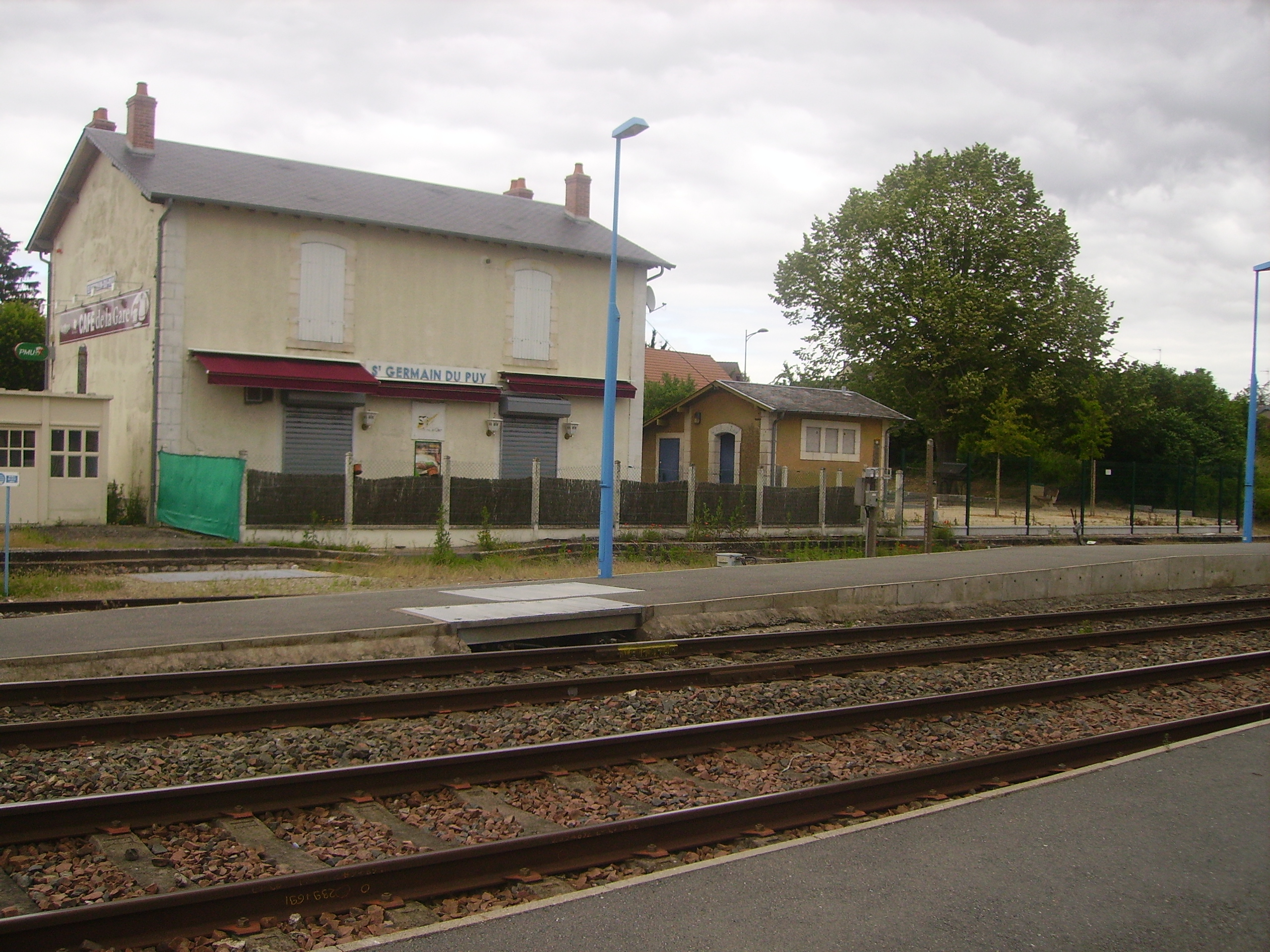
圣日耳曼迪皮火车站

圣日耳曼迪皮位于维耶尔宗－桑凯兹铁路上。圣日耳曼迪皮站位于市区南部，停靠往返于布尔日和讷韦尔一线的区域列车，部分班次可直通奥尔良。

### 航空
距离圣日耳曼迪皮最近的民用航空站为77公里外的沙托鲁机场，该机场开行季节性包机旅游航线。

### 城市公共交通
圣日耳曼迪皮是布尔日城市公共交通（商业名称为）的服务范围。截至2023年8月，该系统共包括二十余条公交线路，其中公交2路经过圣日耳曼迪皮市区内的主要街道和居民区。

## 政治

### 市政内阁

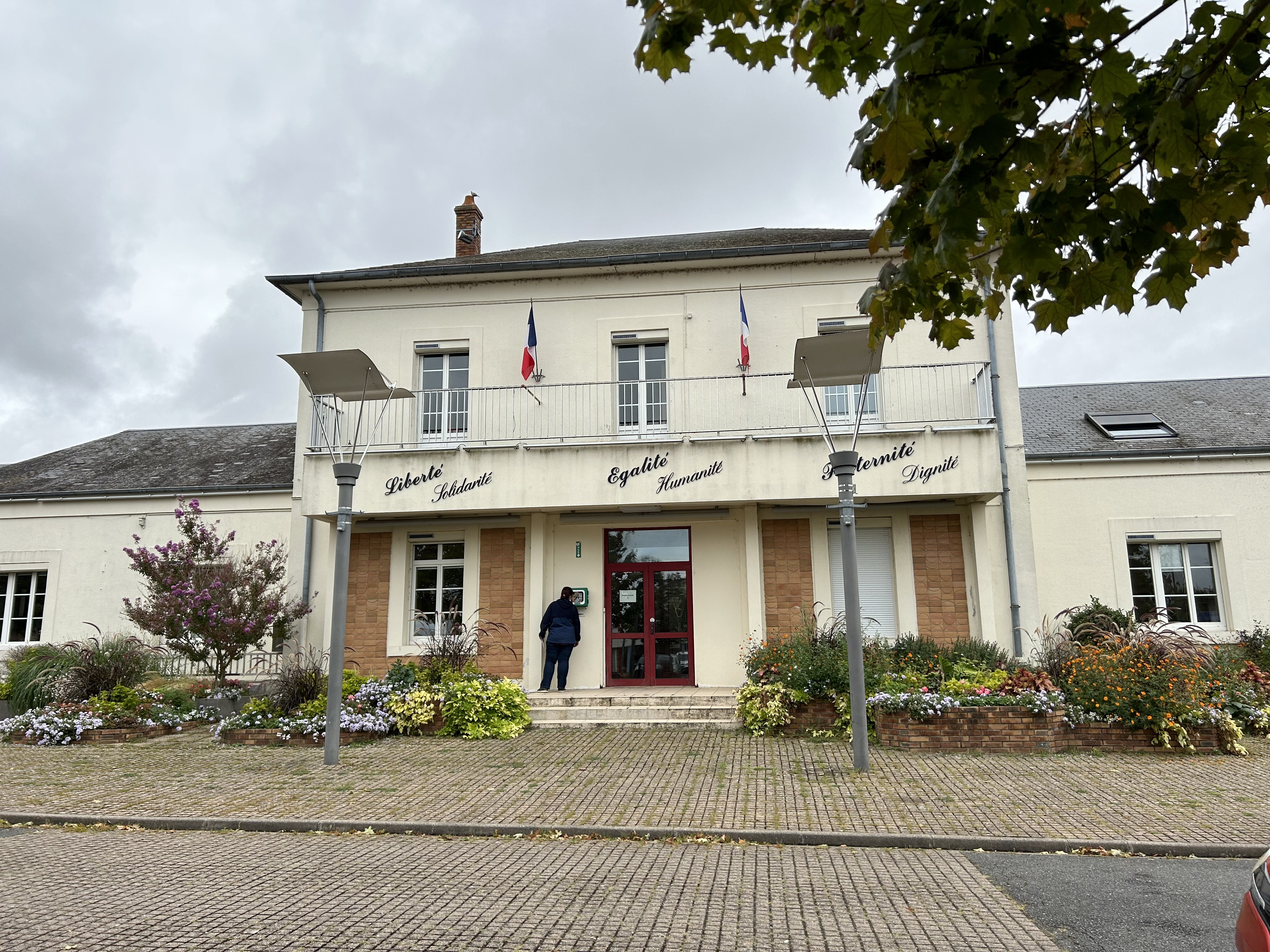
圣日耳曼迪皮市政厅

圣日耳曼迪皮的现任市长为玛丽-克里斯蒂娜·博杜安女士（Marie-Christine BAUDOUIN），她是一名左翼无党派人士，在2020年的市政选举中获得了100.00%的支持率（无其他候选人）。
| 圣日耳曼迪皮历届市长   | 圣日耳曼迪皮历届市长                            | 圣日耳曼迪皮历届市长             |
| 任期                   | 市长                                            | 党派                             |
| ---------------------- | ----------------------------------------------- | -------------------------------- |
| （1971年以前资料暂缺） |                                                 |                                  |
| 1971年－1977年         | René KÜHNAST 雷内·库纳斯特                      | 不详                             |
| 1977年－2017年         | Maxime CAMUZAT 马克西姆·卡米扎                  | PCF法国共产党                    |
| 2017年－               | Marie-Christine BAUDOUIN 玛丽-克里斯蒂娜·博杜安 | PCF法国共产党 →DVG左翼无党派人士 |

### 各级选举
| 圣日耳曼迪皮历届投票选举结果 | 圣日耳曼迪皮历届投票选举结果 | 圣日耳曼迪皮历届投票选举结果 | 圣日耳曼迪皮历届投票选举结果 | 圣日耳曼迪皮历届投票选举结果           | 圣日耳曼迪皮历届投票选举结果 | 圣日耳曼迪皮历届投票选举结果 | 圣日耳曼迪皮历届投票选举结果           | 圣日耳曼迪皮历届投票选举结果 | 圣日耳曼迪皮历届投票选举结果 |
| 选举项目                     | 选举范围                     | 选区单位                     | 选区单位内的选举结果         | 选区单位内的选举结果                   | 选区单位内的选举结果         | 选区单位内的选举结果         | 选区单位内的选举结果                   | 选区单位内的选举结果         | 参考资料                     |
| 选举项目                     | 选举范围                     | 选区单位                     | 第一轮胜出者                 | 第一轮胜出者                           | 支持率                       | 第二轮胜出者                 | 第二轮胜出者                           | 支持率                       | 参考资料                     |
| ---------------------------- | ---------------------------- | ---------------------------- | ---------------------------- | -------------------------------------- | ---------------------------- | ---------------------------- | -------------------------------------- | ---------------------------- | ---------------------------- |
| 2017年法國總統選舉           | 法國                         | 市镇                         |                              | 让-吕克·梅朗雄                         | 25.71%                       |                              | 埃马纽埃尔·马克龙                      | 67.43%                       | [ 22 ]                       |
| 2017年法国立法选举           | 谢尔省第一选区               | 市镇                         |                              | 弗朗索瓦·科尔米耶-布利容               | 35.62%                       |                              | 弗朗索瓦·科尔米耶-布利容               | 62.96%                       | [ 22 ]                       |
| 2019年欧洲议会选举           | 法國                         | 市镇                         |                              | 若尔当·巴尔代拉                        | 22.29%                       | （不适用）                   | （不适用）                             | （不适用）                   | [ 24 ]                       |
| 2021年法国省级选举           | 谢尔省                       | 县                           |                              | 玛丽-克里斯蒂娜·博杜安 热拉尔·克拉维耶 | 42.63%                       |                              | 玛丽-克里斯蒂娜·博杜安 热拉尔·克拉维耶 | 51.06%                       | [ 25 ]                       |
| 2021年法国省级选举           | 谢尔省                       | 市镇                         |                              | 玛丽-克里斯蒂娜·博杜安 热拉尔·克拉维耶 | 64.01%                       |                              | 玛丽-克里斯蒂娜·博杜安 热拉尔·克拉维耶 | 71.58%                       | [ 25 ]                       |
| 2021年法国大区选举           |                              | 市镇                         |                              | 弗朗索瓦·博诺                          | 39.68%                       |                              | 弗朗索瓦·博诺                          | 53.54%                       | [ 26 ]                       |
| 2022年法国总统选举           | 法國                         | 市镇                         |                              | 埃马纽埃尔·马克龙                      | 28.5%                        |                              | 埃马纽埃尔·马克龙                      | 57.24%                       | [ 22 ]                       |
| 2022年法国立法选举           | 谢尔省第一选区               | 市镇                         |                              | 亚历克斯·夏庞蒂埃                      | 33.86%                       |                              | 亚历克斯·夏庞蒂埃                      | 53.03%                       | [ 22 ]                       |

## 人口
2020年，圣日耳曼迪皮市镇人口数量为4,995，在法国排名第2,214位。其中男性2,371人，女性2,670人，75岁及以上人口占11.8%，外籍人口数量为87人，人口密度为231人/平方公里，当地居民被称为（男性）或（女性）。2020年，圣日耳曼迪皮境内出生49人，死亡人口58人。
| 圣日耳曼迪皮1901年－2020年人口变化情况 |
|                                        |
| 数据来源：Cassini、INSEE               |

## 经济
圣日耳曼迪皮是布尔日的一个近郊卫星城。截至2023年8月，圣日耳曼迪皮市镇范围内共有各类用人单位（包含自雇）536家，平均历史为17年，其中94.92%为中小型企业（PME），2023年6月至8月间，当地的经济活力指数为0.37%。（快餐）、（水果储藏）及（汽车销售）是当地2021年营业额最高的三个企业，分别为60,136,584欧元、36,218,269欧元和28,546,814欧元。

## 财政与居民收入
2021年，圣日耳曼迪皮的财政收入总额为6,680,260欧元，财政支出总额为6,149,220欧元，当年的债务总额为3,359,030欧元。2021年，圣日耳曼迪皮市镇通过增值税获得98,460欧元的收入，此外当地还共获得了142,030欧元的国家直接财政补助。
2019年，圣日耳曼迪皮的人均月收入总额为1,985欧元，其中高级职员为3,462欧元，低于法国平均水平（4,230欧元）；中级职员为2,245欧元，低于法国平均水平（2,411欧元）；普通职员为1,710欧元，亦低于法国平均水平（1,740欧元）。
2019年，圣日耳曼迪皮境内的贫困率为11%，青壮年（15至64岁）失业率为14.2%；当地45.1%的家庭拥有纳税资格，平均纳税2,212欧元，X于法国平均水平（4,393欧元）。

## 社会事务

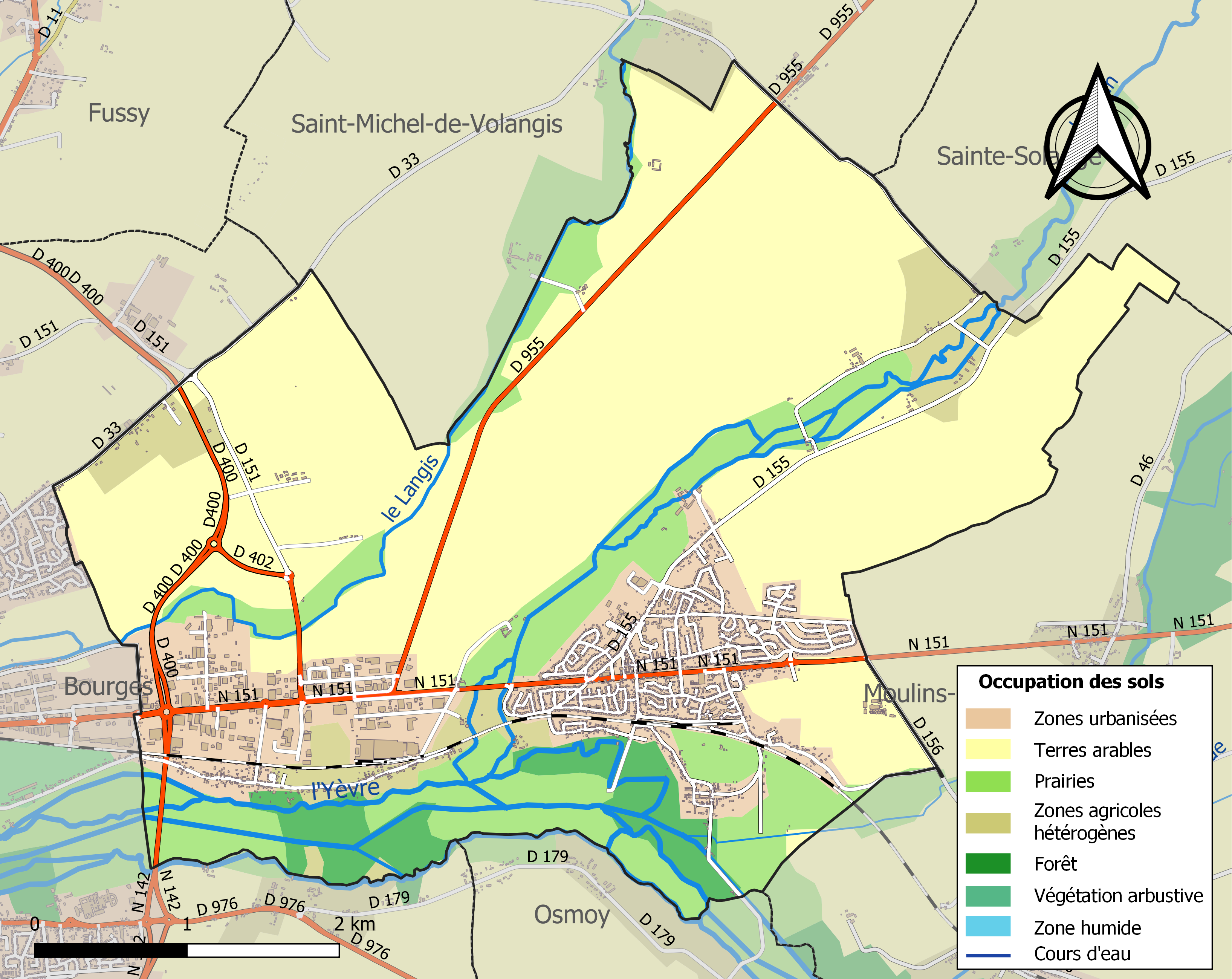
圣日耳曼迪皮土地利用情况地图

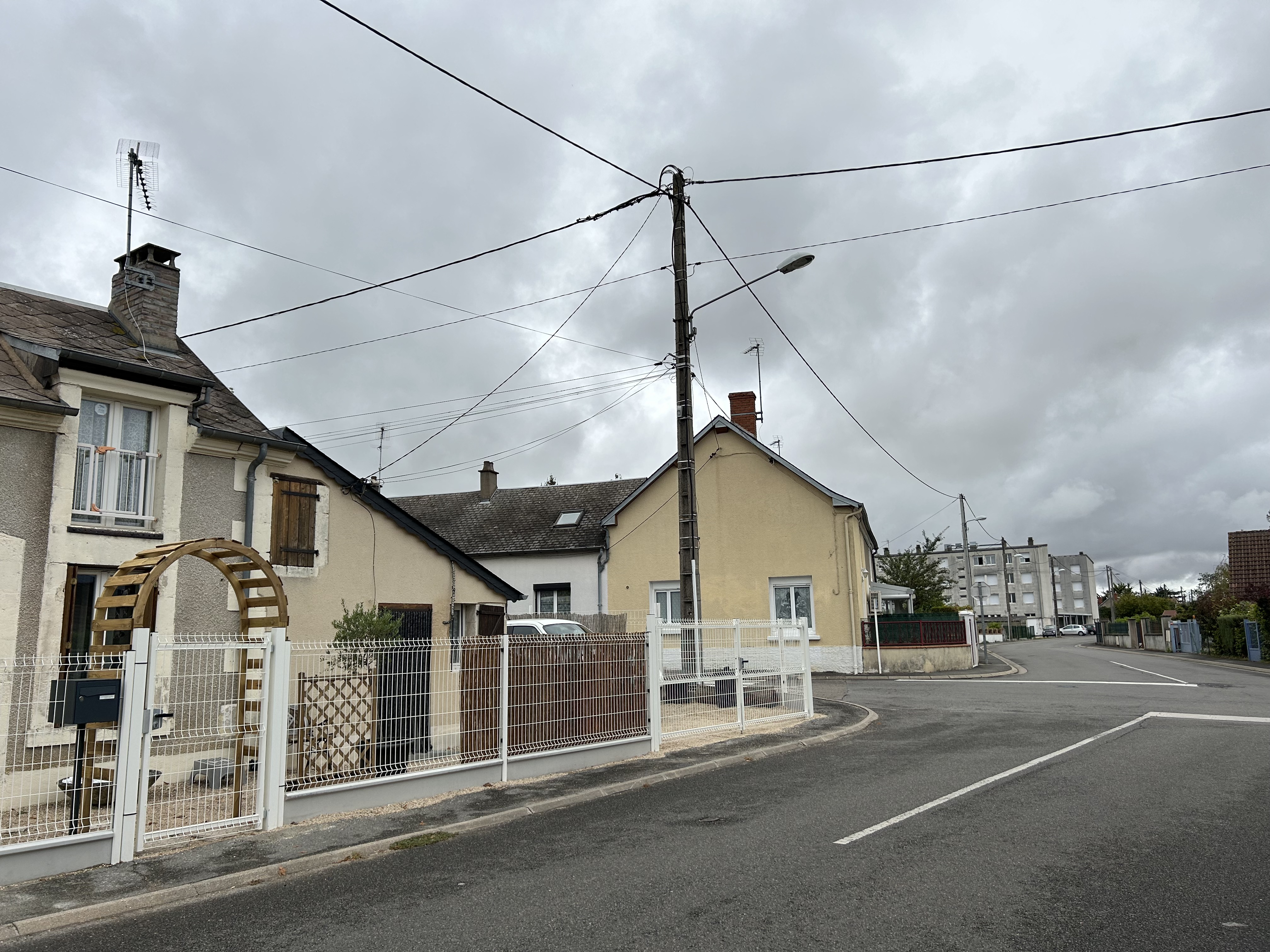
民居

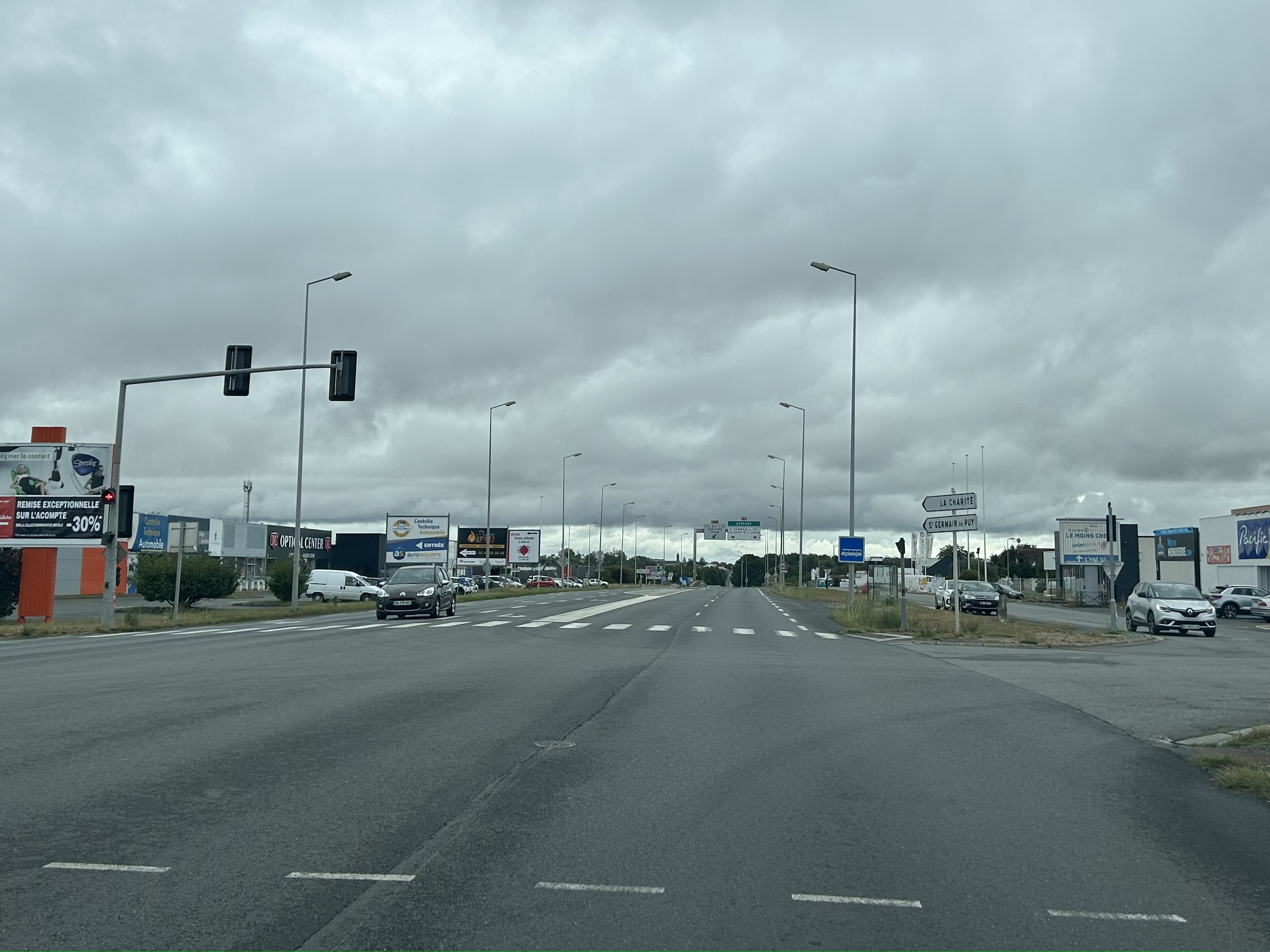
靠近布尔日的商业街区

### 教育
圣日耳曼迪皮属于奥尔良-图尔学区。截至2021年1月1日，圣日耳曼迪皮境内共有2所幼儿园、1所小学和1所初级中学。2021至2022学年度，圣日耳曼迪皮境内共有在校中等教育阶段学生477名。

### 医疗
截至2021年1月1日，圣日耳曼迪皮境内共有全科医生4名、保健师3名、牙医1名、护士6名、药房2家。
距离圣日耳曼迪皮最近的区域性医疗机构为布尔日中心医院，其主病区位于布尔日市区东部，距离圣日耳曼迪皮市区的正常车程大约9分钟，该院设有床位916个，是当地规模最大的公立综合性医院。

### 住房
2019年，圣日耳曼迪皮境内共有各类住房2,465套，其中79.6%为独立式居民区，20.2%为集中式居民区。常住房屋占圣日耳曼迪皮市镇范围内居民建筑总量的95.5%。
在住房保障政策方面，2021年，圣日耳曼迪皮境内共有389户家庭获得了住房经济补助，受益人数占总人口数量的7.8%，其中360份为房租补助。

### 商业
2021年，圣日耳曼迪皮境内共有各类实体商铺150家，其中餐厅18家、大型超市5家、杂货店1家、面包房4家、肉铺3家、装饰品店2家、银行门店2家、美容美发店5家、汽车维修店18家。市区西部靠近布尔日的区域建有大型开放式商业街区，有Action、Kiabi、Grand Frais等购物商场。

### 体育
2021年，圣日耳曼迪皮境内共有1家游泳池、1间体育馆、1座综合体育场、8处网球场、0处马术场、2处足球或橄榄球场、2处篮球或排球场以及0处高尔夫球场。
截至2023年8月，圣日耳曼迪皮体育联盟（AS Saint-Germain-du-Puy，编号511286）是圣日耳曼迪皮境内唯一的一家注册足球俱乐部，该足球队成立于1949年，其主队2023至2024赛季参加中央-卢瓦尔河谷大区足球联赛丙组（法国第八级别），其主场为亨利·吕凯球场（Stade Henri Luquet）。

### 环境
圣日耳曼迪皮的环境事务由其所属的布尔日城市圈公共社区联合各级政府协调负责。2021年，圣日耳曼迪皮境内共有2家污染企业。

### 治安
圣日耳曼迪皮及其附近的共6个市镇是布尔日警区（zone police de Bourges）的管辖范围。2020年，该警区累计记录各类案件3,955起，其中盗窃类案件1,995起，经济类案件641起，毒品交易类案件173起。

## 文化

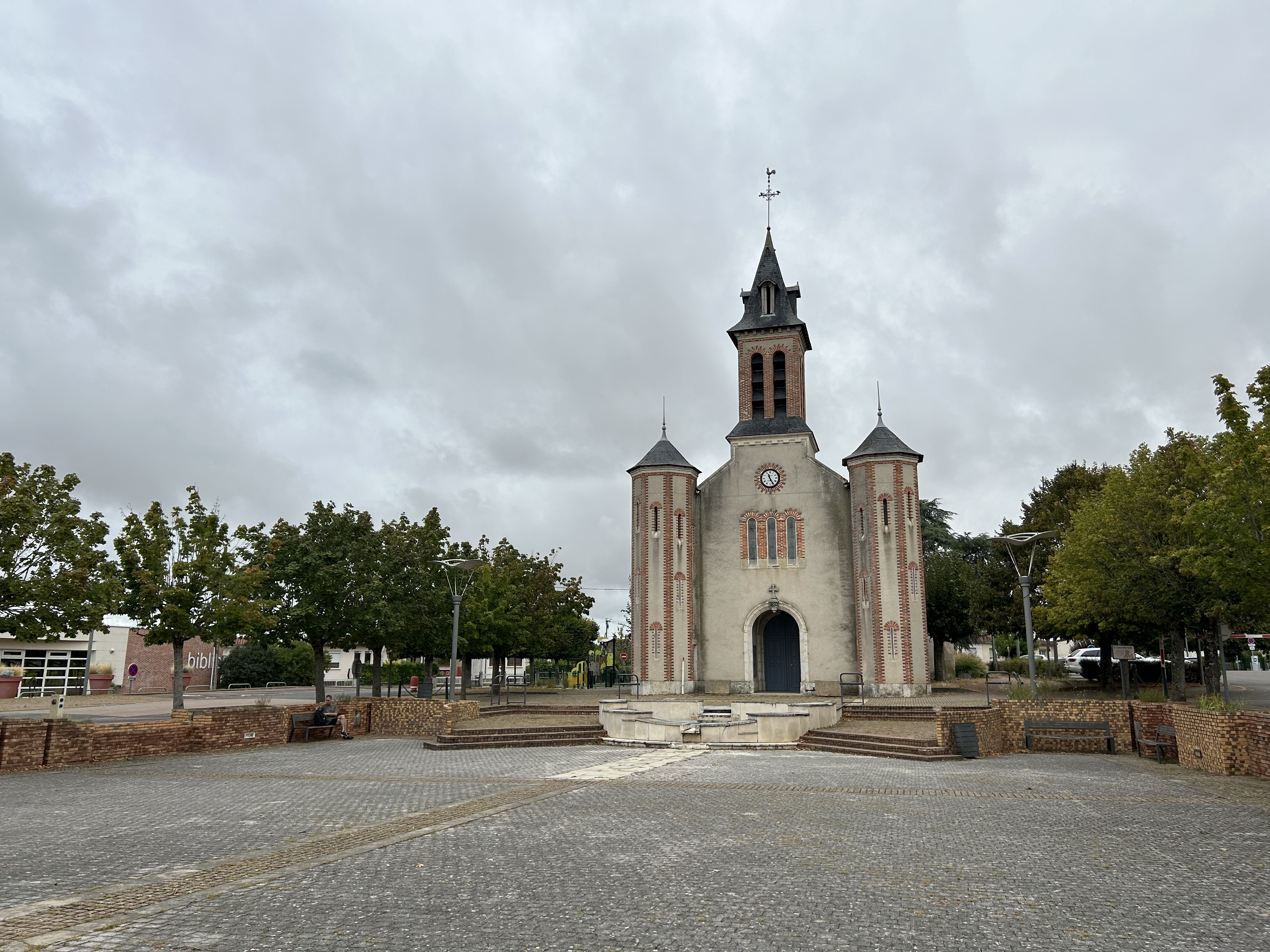
圣日耳曼教堂

2021年，圣日耳曼迪皮境内暂无任何文化设施。圣日耳曼迪皮境内建有玛格丽特·勒诺达市政图书馆（Bibliothèque Municipale Marguerite Renaudat），每周二至六向公众开放。

### 建筑
圣日耳曼迪皮境内的建筑大多修建于20世纪以后，镇中心的圣日耳曼教堂（Église Saint-Germain）是当地的地标性建筑物。

### 旅游
圣日耳曼迪皮的旅游事务由其所属的布尔日城市圈公共社区负责。2022年，圣日耳曼迪皮境内暂无任何游客接待设施。

### 媒体
法国主要的媒体均可在圣日耳曼迪皮接收，法国电视三台下属的中央-卢瓦尔河谷大区频道在部分时段播出圣日耳曼迪皮所在谢尔省的地方新闻。《贝里共和党人报》、蓝色法兰西贝里广播、震动广播等是当地主要的地方性媒体。

## 友好城市
截至2023年8月，圣日耳曼迪皮共与一座城市建立了友好城市关系：
- 德国 加德布施